# Ecphylus terminalis
Ecphylus terminalis är en stekelart som först beskrevs av William Harris Ashmead 1894.  Ecphylus terminalis ingår i släktet Ecphylus och familjen bracksteklar. Inga underarter finns listade i Catalogue of Life.